# Západoindická federace
Západoindická federace (anglicky the West Indies Federation nebo též the Federation of the West Indies) byla federace tvořená většinou britských kolonií v Karibiku, Britské Západní Indie. Doba jejího trvání nebyla příliš dlouhá – mezi 3. lednem 1958 a 31. květnem 1962. Záměrem této federace pod britskou správou bylo vytvoření politické jednoty mezi karibskými državami Spojeného království, které by následně mohly vytvořit nezávislý federativní stát. Vzorem této idey byly Kanadská konfederace a Australský svaz.

## Správní členění
Západoindickou federaci tvořilo 10 provincií:
- Antigua a Barbuda
- Barbados
- Dominika
- Grenada
- Jamajka (a její tehdejší dependencie Kajmanské ostrovy a Turks a Caicos)
- Montserrat
- Svatý Kryštof-Nevis-Anguilla (dnešní Svatý Kryštof a Nevis a Anguilla)
- Svatá Lucie
- Svatý Vincenc a Grenadiny
- Trinidad a Tobago

## Zánik
V roce 1962 z federace vystoupily Jamajka a Trinidad a Tobago. Zbývajících 8 provincií zůstalo pod britskou správou. Některé z nich (Antigua a Barbuda, Barbados, Dominika, Grenada, Svatý Kryštof a Nevis, Svatá Lucie a Svatý Vincenc a Grenadiny) se později v 70. a 80. letech 20. století též osamostatnily. Zbývající území (Kajmanské ostrovy, Turks a Caicos, Montserrat, Anguilla) mají dnes status "Zámořské území Spojeného království".